# CINE.AR Play
CINE.AR Play es una plataforma argentina de streaming que contiene películas, series, documentales y cortos argentinos. 
La mayor parte de su contenido es realizada con el soporte financiero del INCAA, la entidad gubernamental creadora de la plataforma y de su canal de televisión hermano, Cine.ar TV. 

## Historia

### Lanzamiento como Odeon
La plataforma fue lanzada el 25 de noviembre de 2015 bajo el nombre de Odeón, en el marco de la presidencia de Cristina Fernández de Kirchner, presentada bajo el sobrenombre de "El Netflix criollo" con 700 horas de contenido.

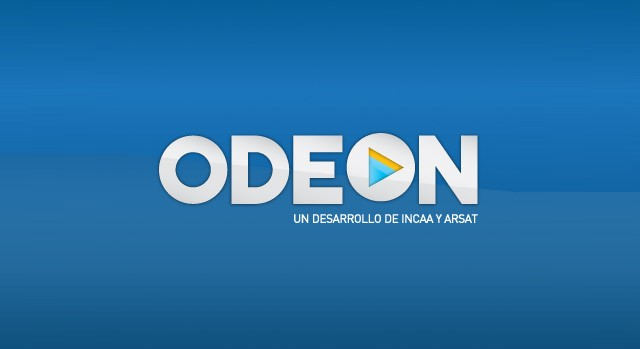
Logo de Odeón (2015)

Creada por el INCAA con soporte tecnológico de ARSAT, se buscó que la plataforma fuese una vidriera para la industria cinematográfica argentina, tanto para largometrajes como para series, documentales y cortos. Se planeó que fuese gratuita en una primera etapa, para luego migrar a un sistema de suscripción, lo cual nunca prosperó. En sus primeros días llegó a los 150.000 usuarios registrados.
Su creación costó 3,4 millones de dólares (unos 34 millones de pesos argentinos del 2015), y demandó unos 18 meses de desarrollo. De estos, 31 millones de pesos fueron desembolsados por el Tesoro Nacional argentino, y 3 millones de pesos provinieron de ARSAT, la empresa pública dedicada al desarrollo tecnológico.
La creación de esta nueva plataforma fue pensada, además, como una nueva vía para obtener ingresos para las diferentes entidades de gestión de propiedad intelectual del país: Directores Argentinos Cinematográficos (cineastas), Sociedad Argentina de Gestión de Actores e Intérpretes - SAGAI (actores), SADAIC (compositores), Argentores (guionistas).

### Relanzamiento como Cine.ar Play
En marzo de 2017, con el cambio de gobierno a la administración de Mauricio Macri, se decidió relanzar el servicio bajo una nueva marca que englobaría todas las diversas denominaciones utilizadas por el INCAA previamente: Cine.ar. De esta manera, Odeón pasó a ser llamado Cine.ar Play, su canal hermano INCAA TV pasó a ser Cine.ar TV (ahora transmitiría también en HD), y las salas Espacio INCAA, pasaron a ser Cine.ar Salas.
Además, el fallido servicio por suscripción anunciado inicialmente fue reemplazado con una nueva función de pay-per-view denominada Estrenos, la cual permite alquilar películas al mismo tiempo que se estrenan en salas de cine, brindando así una difusión adicional de sus obras a los cineastas.

## Funcionamiento
CINE.AR Play tiene un funcionamiento similar a la de otras plataformas de streaming, como Netflix o HBO. La plataforma permite crear hasta cuatro perfiles de usuario, para que cada uno personalice sus preferencias, y pueda realizar su propia lista de contenidos favoritos y consultar el historial de navegación.
El contenido solo puede verse en línea y no puede ser descargado. Las películas conservan el idioma original en castellano, y cuando hay un diálogo en otro idioma los subtítulos están disponibles.
Cuando se inauguró, varios expertos detectaron vulnerabilidades respecto de la privacidad de la plataforma.

## Evolución
En el momento de su creación, la plataforma solo estaba disponible para ser usada en Argentina, el registro no era obligatorio, y solo incluía títulos gratuitos, aunque el proyecto original contemplaba la posibilidad a partir de 2016 de implementar un sistema de alquiler y suscripción con abono mensual para algunos contenidos. 
En octubre de 2016, se lanza la aplicación para Android. Más tarde se complementó con aplicaciones en iOS y Amazon, que acumulan 489.500 descargas a 2019.
A 2016, 260.000 personas utilizaban la aplicación.
En 2017, la plataforma contaba con 850.000 suscriptores, 600 películas -tanto largometrajes como cortometrajes- y 500 horas de series argentinas.
En mayo de 2017, se lanza el acceso internacional a la aplicación, con una limitada cantidad de contenidos en una etapa inicial. A marzo de 2018, eran 72.704 los usuarios internacionales.
En marzo de 2019 se incorpora una sección denominada Estrenos, la cual permite visualizar películas en simultáneo a su estreno en cines, a un costo de 30 pesos argentinos. El resto de los contenidos permaneció siendo gratuito. A 2019, se estrenaron 389 películas bajo esta modalidad de pago.
En 2021, alcanzó la cifra de 2.008.996 usuarios registrados, contando además con 300.000 usuarios de fuera de argentina. Además, acumula 11.414.127 horas de visualizaciones.